# Görvälns tegelbruk

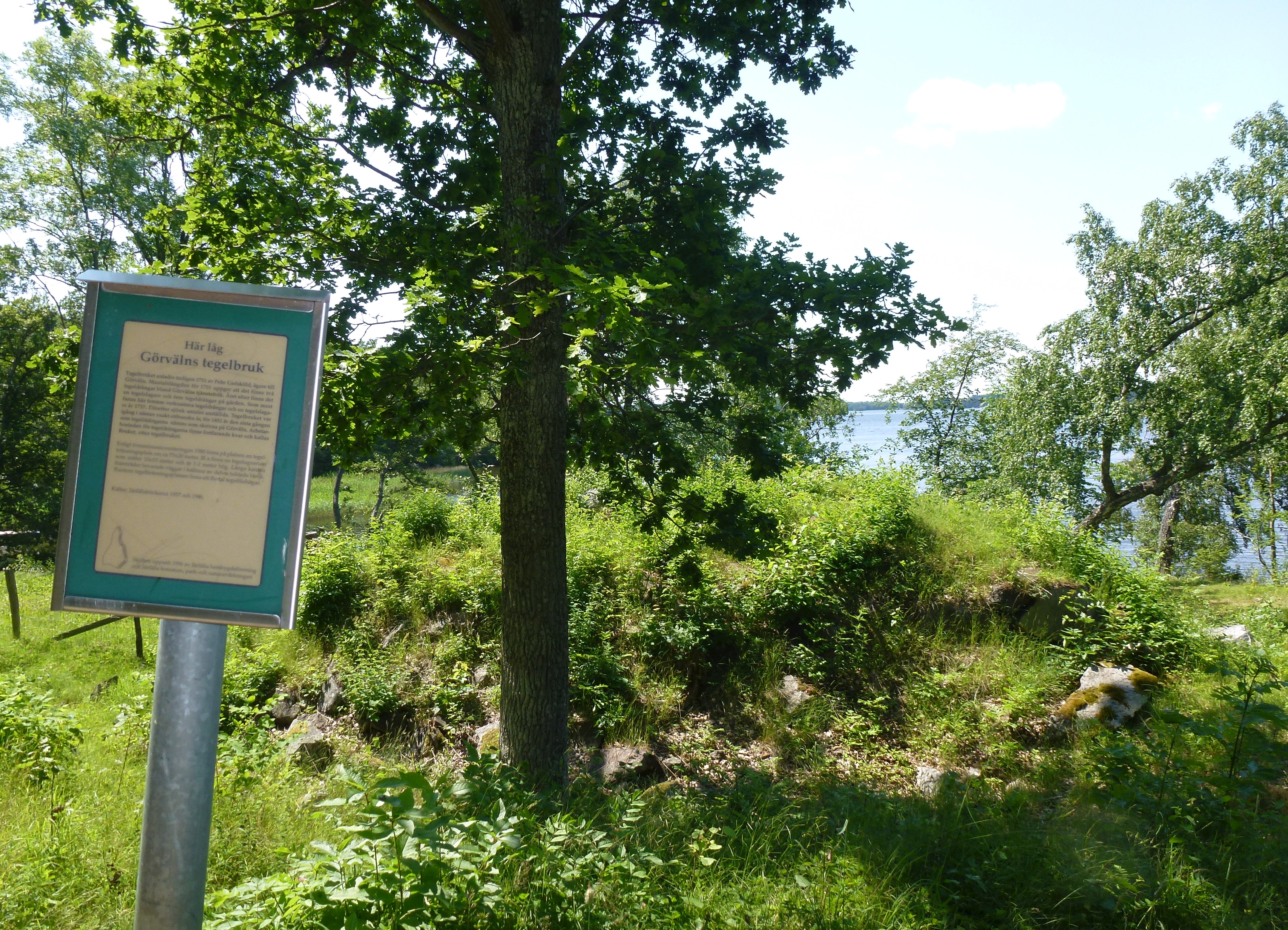
Ruinen efter tegelugnen vid Bruksviken.

Görvälns tegelbruk var ett tegelbruk vid Görväln (Mälaren) strax väster om Görvälns slott i nuvarande Järfälla kommun. Bruket anlades troligen 1751 och lades ner 1852. Idag finns arbetarbostället Bruket kvar samt grunden efter tegelugnen. Området ingår i Görvälns naturreservat.

## Historik

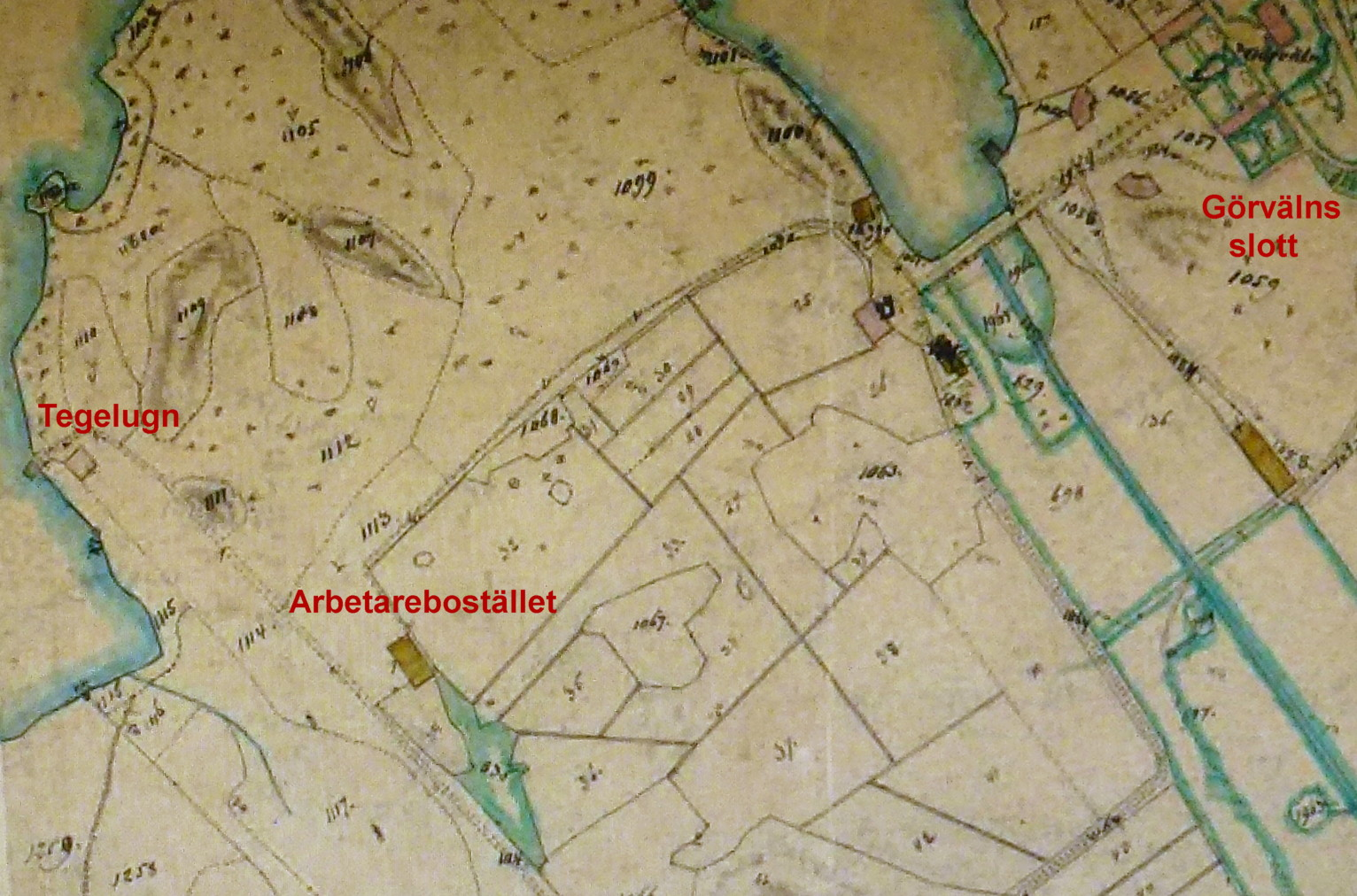
Bruket och slottet 1866.

Tegelbruket var ett gårdsbruk som hörde till Görvälns slott. Bruket anlades troligen 1751 av Pehr Carlsköld, som då var ägare till Görvälns slott. Tegelbruket var i verksamhet i cirka 100 år, åtminstone fram till 1852. Tegelbruket var inrättat för 300.000 tegel per år och ugnen för 86.000 à 90.000 tegel per bränning. Brännugnen och en brygga fanns vid nuvarande Bruksviken och cirka 200 meter inåt land byggdes arbetarbostaden, Bruket, för tegeldrängarna. Till en början fanns en tegelslagare och fem tegeldrängar anställda vid bruket. Antalet anställda sjunker sedan och är under 1760- och 1770-talen fyra à fem, för att mot århundradets slut bara bli ett par stycken.
I Järfälla församlings husförhörslängd 1756-1773 framgår att tegeldrängen Bengt Holm med familj bodde och arbetade på "Görvälns tegelbruk". Under sin storhetstid hade bruket 15 tegeldrängar i tjänst som hantlangare till tegelslagaren. Därefter sjönk antalet men driften hölls ändå igång fram till 1852. 
Idag finns resterna av en tegelbränningsplats på ett cirka 75x20 meter stort område med ruinen efter tegelugnen som mäter cirka 10x10 meter. Resterna består huvudsakligen av bearbetat gråsten. Det finns även högar med tegelflis och rester av vägar. Byggnaden för arbetarbostaden existerar fortfarande och kallas Bruket. Huset används som kafé och föreningslokal. Bruket är idag ett populärt friluftsområde med skidbacke, Brukets skidbacke, och en liten badstrand, Brukets badvik.

## Bilder

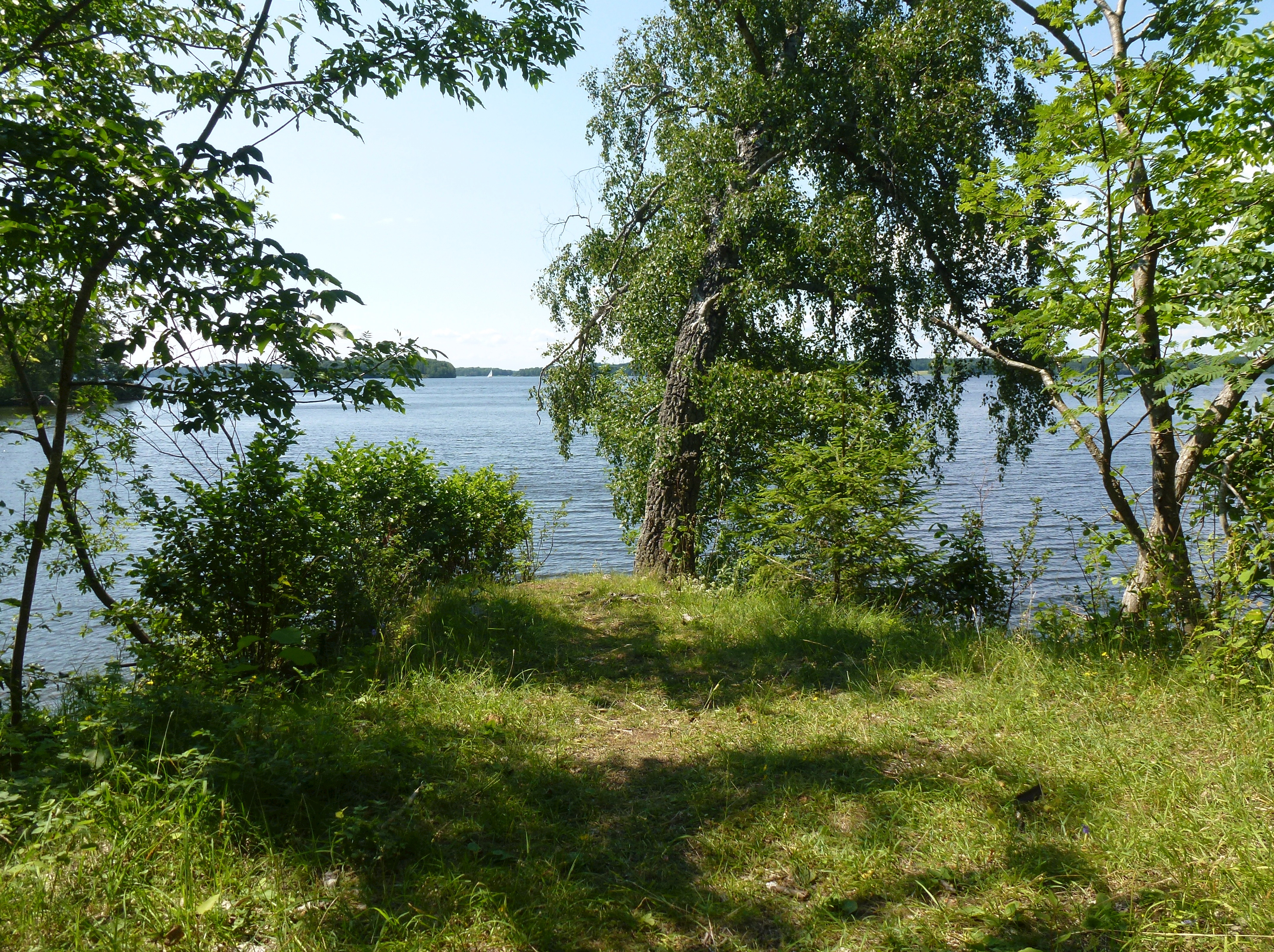
Vägen till brukets numera försvunna brygga.
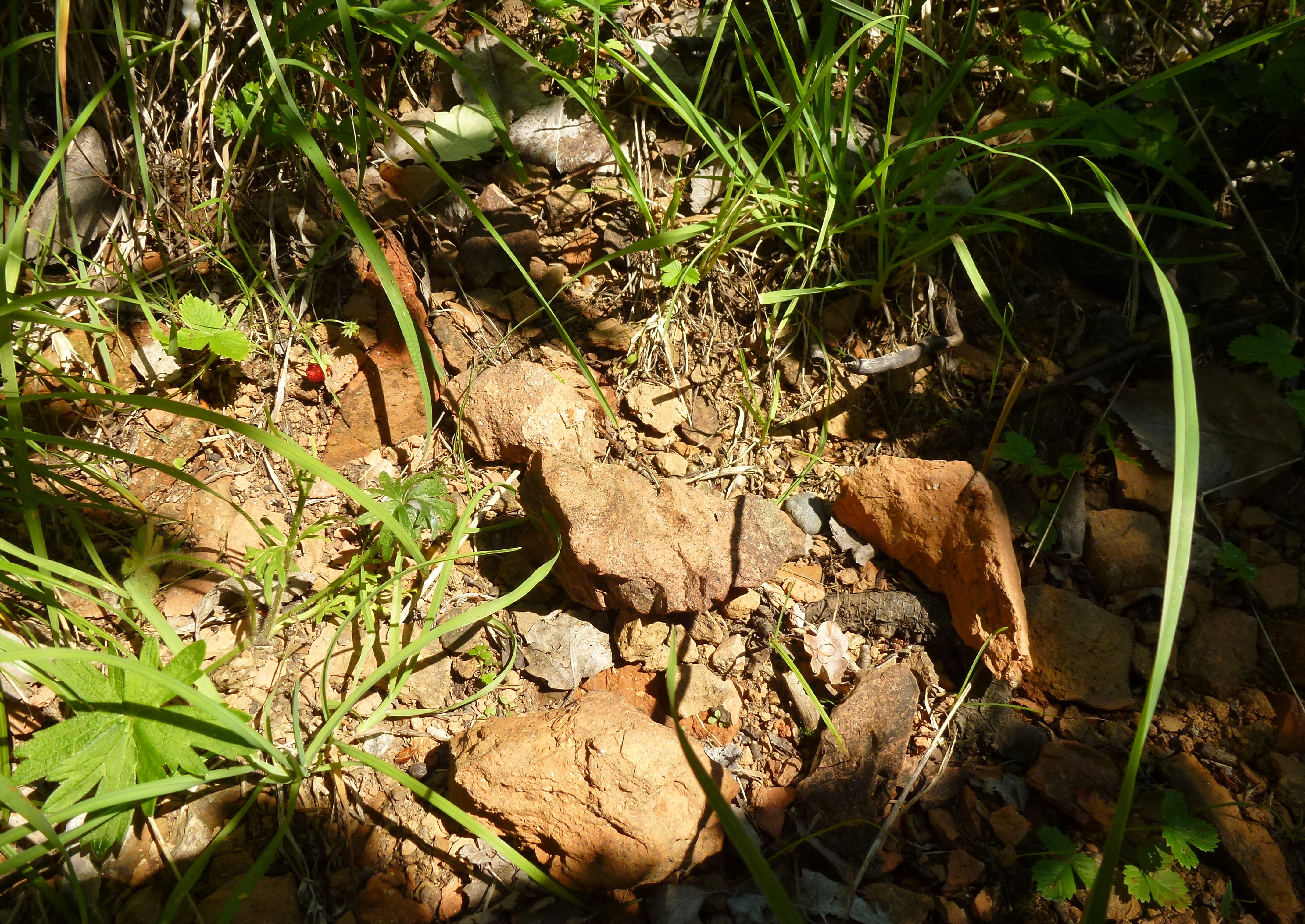
Görvälns tegelbruk, tegelskärvor
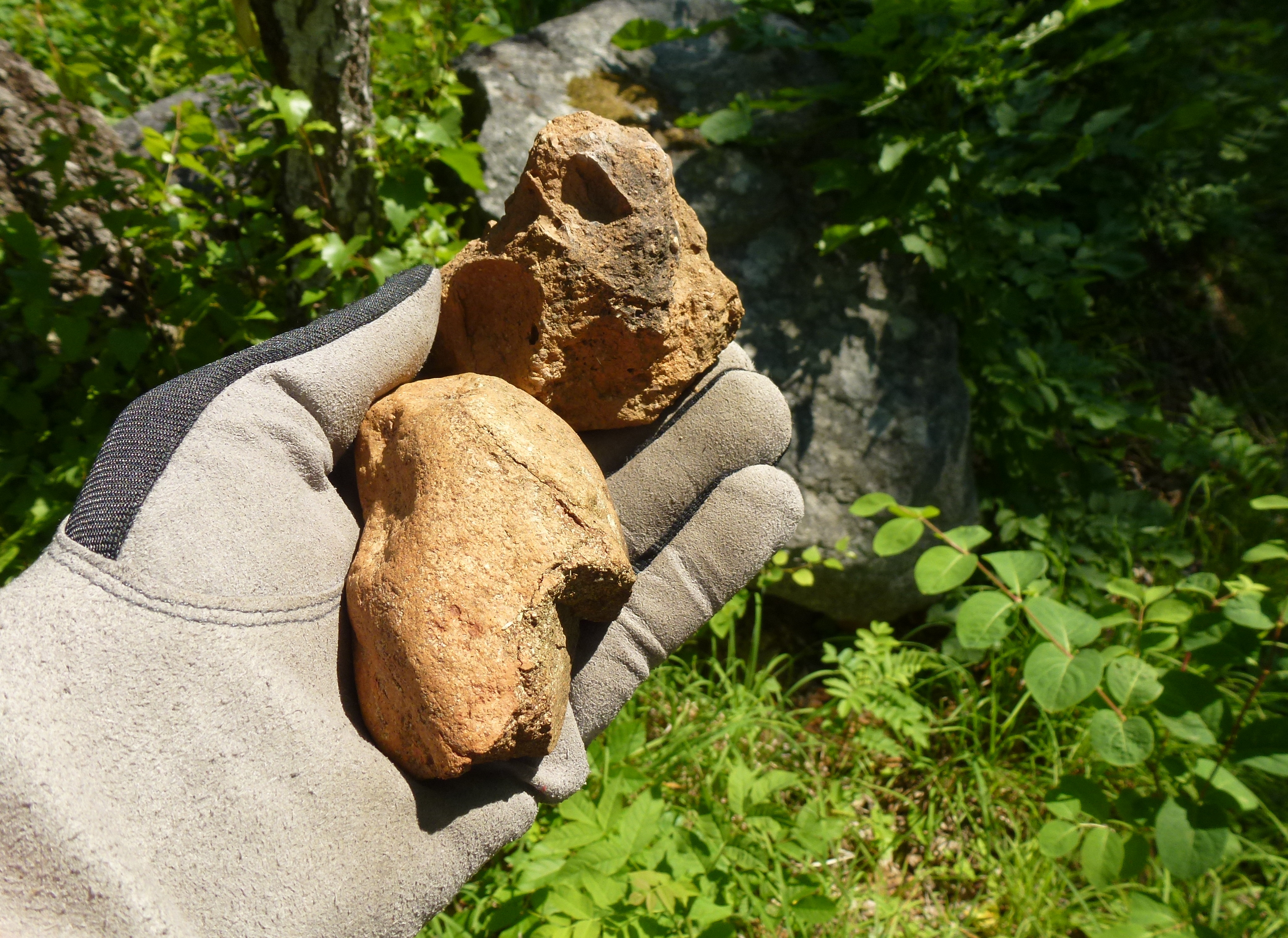
Görvälns tegelbruk, rester efter murtegel
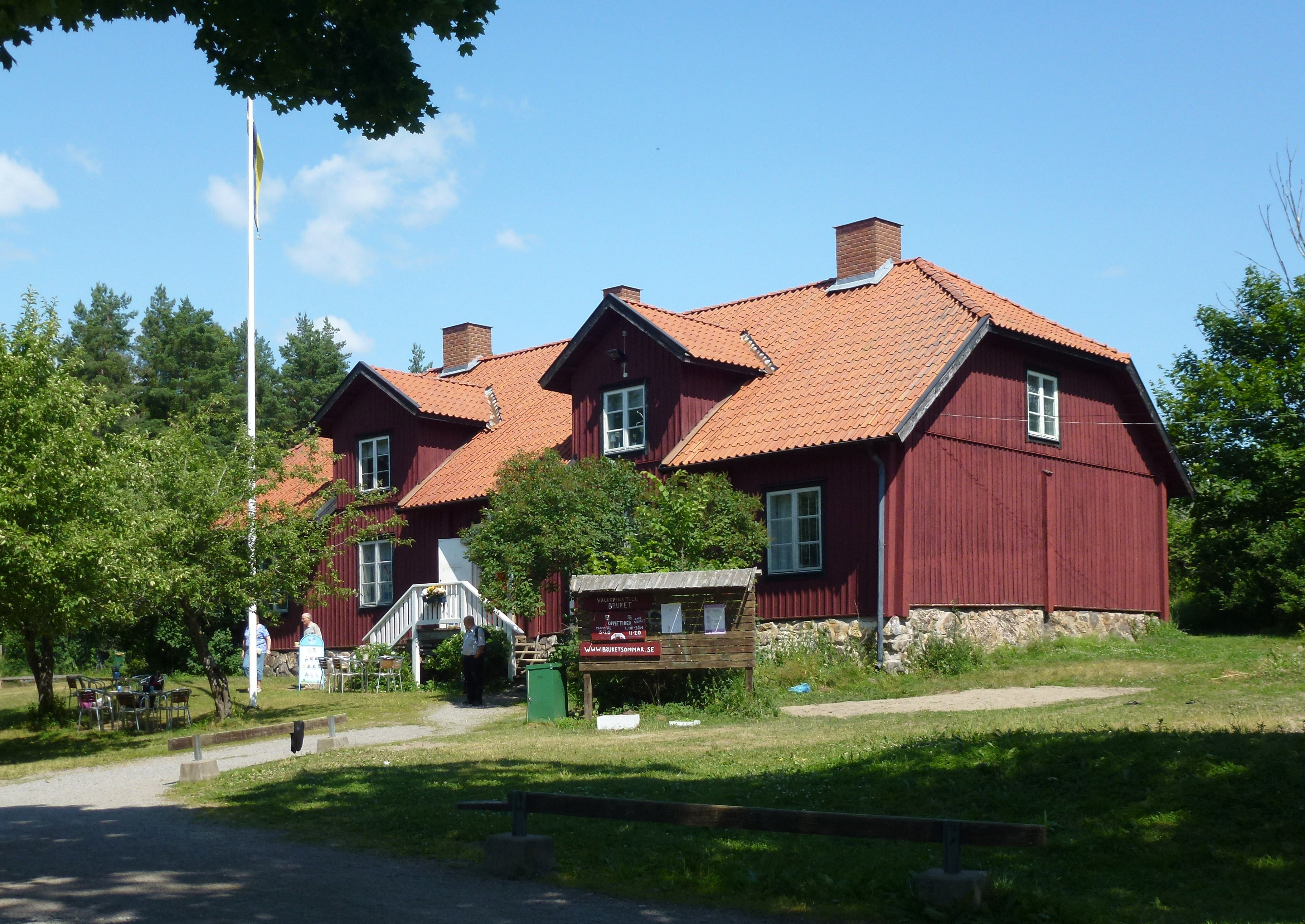
F.d. arbetarbostället "Bruket"